# Municipio de Scott (condado de Steuben)
El municipio de Scott (en inglés: Scott Township) es un municipio ubicado en el condado de Steuben en el estado estadounidense de Indiana. En el año 2010 tenía una población de 1111 habitantes y una densidad poblacional de 14,86 personas por km².

## Geografía
El municipio de Scott se encuentra ubicado en las coordenadas 41°39′16″N 84°55′17″O / 41.65444, -84.92139. Según la Oficina del Censo de los Estados Unidos, el municipio tiene una superficie total de 74.75 km², de la cual 74,32 km² corresponden a tierra firme y (0,58 %) 0,43 km² es agua.

## Demografía
Según el censo de 2010, había 1111 personas residiendo en el municipio de Scott. La densidad de población era de 14,86 hab./km². De los 1111 habitantes, el municipio de Scott estaba compuesto por el 98,83 % blancos, el 0,18 % eran afroamericanos, el 0,18 % eran amerindios, el 0,18 % eran asiáticos, el 0,09 % eran de otras razas y el 0,54 % eran de una mezcla de razas. Del total de la población el 0,45 % eran hispanos o latinos de cualquier raza.